# أوتو شوت
أوتو شوت (بالألمانية: Otto Schott)‏ هو مخترِع وكيميائي ومهندس ألماني، ولد في 17 ديسمبر 1851 في فيتن في ألمانيا، وتوفي في 27 أغسطس 1935 في ينا في ألمانيا.

## وصلات خارجية
- أوتو شوت على موقع الموسوعة البريطانية (الإنجليزية)